# Fraunhofer-Institut für Kognitive Systeme IKS
Das Fraunhofer-Institut für Kognitive Systeme IKS ist ein Institut der Fraunhofer-Gesellschaft zur Förderung der angewandten Forschung e. V. Das Fraunhofer IKS hat seinen Sitz in München. Es betreibt angewandte Forschung und Entwicklung im Bereich kognitiver Systeme. Insbesondere forscht es an der Absicherung Künstlicher Intelligenz für sicherheitskritische Systeme wie das autonome Fahren.

## Geschichte
Das Fraunhofer IKS entstand 1999 als Fraunhofer ESK aus der Abteilung Systemtechnik/Telekommunikation des Fraunhofer-Instituts für Festkörpertechnologie unter der Leitung von Ingolf Ruge. 2003 übergab Ruge die Leitung des Instituts an seinen bisherigen Stellvertreter Rudi Knorr. Im Jahr 2006 wurde Knorr auf dem Lehrstuhl für Kommunikationstechnik an der Fakultät für Angewandte Informatik der Universität Augsburg berufen. Bis 1. Juli 2013 firmierte das Fraunhofer ESK als Fraunhofer-Einrichtung für Systeme der Kommunikationstechnik ESK, bevor es endgültig in ein dauerhaftes Institut überführt wurde. Zum 1. Mai 2019 übernahm Mario Trapp die geschäftsführende Leitung des Instituts. Am 1. Dezember 2019 wurde auf Basis des bisherigen Fraunhofer-Instituts für Eingebettete Systeme und Kommunikationstechnik ESK das heutige Fraunhofer-Institut für Kognitive Systeme IKS aufgebaut.

## Forschung und Entwicklung
Die Forschung lässt sich in 3 Kernkompetenzen gliedern:
- Adaptives Safety und Performance Management: Ziel ist es, Lösungen für die Entwicklung von sicherheitskritischen, oft KI-basierten Systemen zu erarbeiten. Hierzu zählt unter anderem ein dynamisches Sicherheits- und Performanz-Management, das es ermöglicht, kognitive Systeme in dynamischen Kontexten effizient abzusichern.
- Resiliente Service-orientierte Architekturen: Damit kognitive Systeme flexibel und gleichzeitig resilient sind, forscht das Fraunhofer IKS an neuen Architekturkonzepten. Der Fokus liegt insbesondere auf neuen Ansätzen zur Entwicklung und Analyse sowie zum Laufzeitmangement kognitiver Systeme. Ein weiterer Forschungsansatz ist der Umgang mit Unsicherheiten einer Künstlichen Intelligenz. Mit neuen Methoden zur Unsicherheitsbewertung können zuverlässige Aussagen über die Unsicherheit der KI-Ergebnisse getroffen werden.
- Verlässliche Umgebungswahrnehmung (Perzeption): Für Anwendungen wie das autonome Fahren ist eine korrekte Erfassung der Umwelt eine wichtige Voraussetzung. Dennoch können Wetterbedingungen und spezifische Fahrsituationen die Qualität der Umfelderfassung durch Sensortechnologien beeinflussen. Das Fraunhofer IKS forscht deswegen an systematischen Sicherheitsanalysemethoden, um Sicherheit, Performanz und Zuverlässigkeit der Perzeption zu erhöhen.

Die Forschungsschwerpunkte kommen insbesondere für die Bereiche Mobilität und Industrie 4.0 zum Einsatz. Konkret arbeitet das Institut für diese Bereiche an folgenden Themen:
- Zuverlässige Künstliche Intelligenz
- Adaptive Software
- Safety-Architekturen für KI-basierte Systeme
- Ausfallsichere Embedded-Plattformen
- Verlässliche vernetzte Systeme
- Flexible Produktion

## Kooperationen und Mitgliedschaften
Das Fraunhofer-Institut für Kognitive Systeme IKS nimmt eine Schlüsselrolle im KI-Netzwerk der Bayerischen Staatsregierung ein. Das Netzwerk legt seinen Schwerpunkt auf die Entwicklung resilienter kognitiver Systeme, resilienter Künstlicher Intelligenz sowie KI für autonome Systeme. Damit wird eine Brücke zwischen der Grundlagen- und Anwendungsforschung geschlossen. Weitere Partner des Netzwerks sind neben der Technischen Universität München und der Ludwig-Maximilians-Universität München verschiedene Forschungseinrichtungen in München, Erlangen, Würzburg, Augsburg, Bayreuth, Ingolstadt und Amberg-Weiden.

## Infrastruktur und Personalentwicklung
Am Fraunhofer IKS sind zurzeit rund 70 Mitarbeiter tätig. Rund 70 % der Mitarbeiter sind Wissenschaftler und Ingenieure. Ca. 12 % sind als Technische Mitarbeiter tätig, 18 % üben sonstige Tätigkeiten aus.
Das Fraunhofer IKS beteiligt sich an der Ausbildung von Studenten, Diplomanden und Doktoranden ebenso wie von Technikern und Laboranten. Berufseinsteigern wird die Möglichkeit gegeben, in der anwendungsorientierten Forschungsarbeit Erfahrungen zu sammeln, die sie später in der Industrie weiter einsetzen können.